# Olin platnicki
Genre
Espèce
Olin platnicki, unique représentant du genre Olin, est une espèce d'araignées aranéomorphes de la famille des Trachycosmidae.

## Distribution
Cette espèce se rencontre dans des grottes en Indonésie à Sulawesi dans les îles Togian et en Australie sur l'île Christmas,.

## Description
Le mâle holotype mesure 5,40 mm et la femelle paratype 7,10 mm.

## Systématique et taxinomie
Ce genre a été décrit par Deeleman-Reinhold en 2001 dans les Trochanteriidae. Il est placé dans les Trachycosmidae par Azevedo, Bougie, Carboni, Hedin et Ramírez en 2022.

## Étymologie
Cette espèce est nommée en l'honneur de Norman I. Platnick.

## Publication originale
- Deeleman-Reinhold, 2001 : Forest spiders of South East Asia: with a revision of the sac and ground spiders (Araneae: Clubionidae, Corinnidae, Liocranidae, Gnaphosidae, Prodidomidae and Trochanterriidae. Brill, Leiden, p. 1-591.